# 朝鮮女性
《朝鮮女性》（：／）又譯作《朝鮮婦女》，是朝鮮民主女性同盟的機關刊，由朝鮮女性社出版發行。該雜誌主要是宣傳介紹朝鮮婦女事業取得的成績、朝鮮婦女的工作生活狀況，通常配以大幅彩色照片。